# Mordania scutellaris
Mordania scutellaris är en insektsart som först beskrevs av Heller och Rauno E. Linnavuori 1968.  Mordania scutellaris ingår i släktet Mordania och familjen dvärgstritar.
Artens utbredningsområde är Etiopien. Inga underarter finns listade i Catalogue of Life.